# Liste der Monuments historiques in Brouy
Die Liste der Monuments historiques in Brouy führt die Monuments historiques in der französischen Gemeinde Brouy auf.

## Liste der Bauwerke
| Bezeichnung              | Beschreibung | Standort | Kennzeichnung | Schutzstatus | Datum | Bild |
| ------------------------ | ------------ | -------- | ------------- | ------------ | ----- | ---- |
| Kirche St-Pierre-St-Paul |              | (Lage)   | PA00087835    | Inscrit      | 1926  |      |

## Liste der Objekte

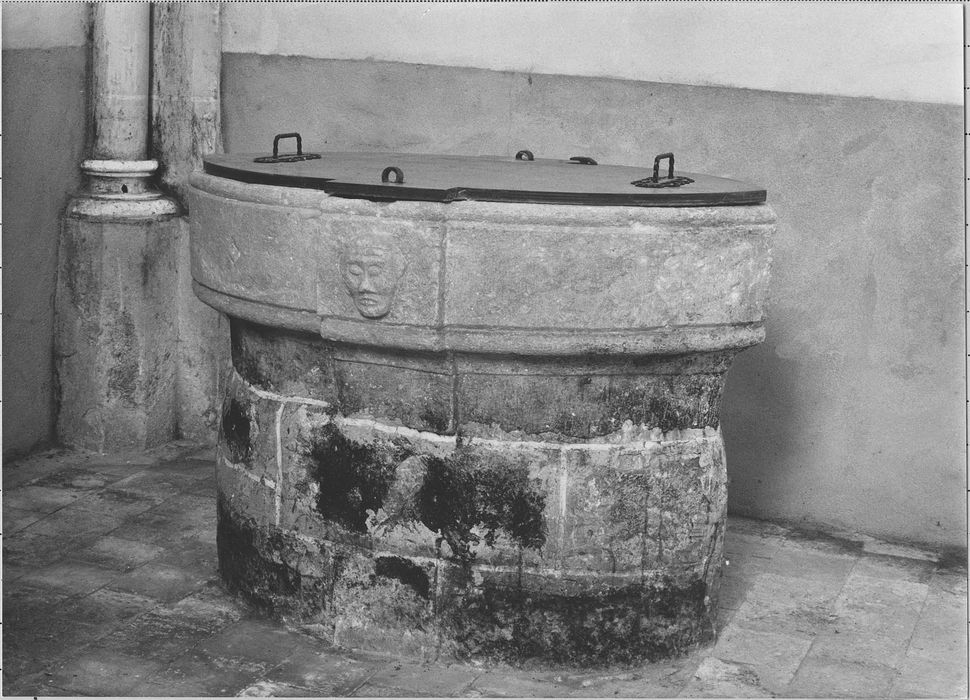
Taufbecken in der Kirche St-Pierre-St-Paul (12. Jahrhundert)

- Monuments historiques (Objekte) in Brouy der Base Palissy des französischen Kultusministeriums